# Rhinanthus bosnensis
Rhinanthus bosnensis är en snyltrotsväxtart som först beskrevs av Werner Behrendsen och Jakob von Sterneck, och fick sitt nu gällande namn av Soó. Rhinanthus bosnensis ingår i släktet skallror, och familjen snyltrotsväxter. Inga underarter finns listade i Catalogue of Life.